# Campeonato da Europa de Obstáculos - Seniores
O Campeonato da Europa de Obstáculos – Gotemburgo 2017 (em inglês: FEI European Championships Gothenburg 2017) foi um grande torneio europeu de hipismo para seniores, nas modalidades de Saltos e Adestramento, realizado na cidade sueca de Gotemburgo, em 21-27 de agosto. As diversas competições tiveram lugar principalmente no Estádio Ullevi, e ainda na Arena de Heden, e no  Parque Slottsskogen.

## Participação portuguesa
- Luciana Diniz
- António Matos Almeida
- João Chuva[4][5]
- Luis Sabino Gonçalves
- Vasco Mira Godinho
- Daniel Pinto
- Maria Caetano
- Boaventura Freire